# Lepi Vrh
Lepi Vrh este o localitate din comuna Bloke, Slovenia, cu o populație de 14 locuitori.